# Harmonice Musices Odhecaton

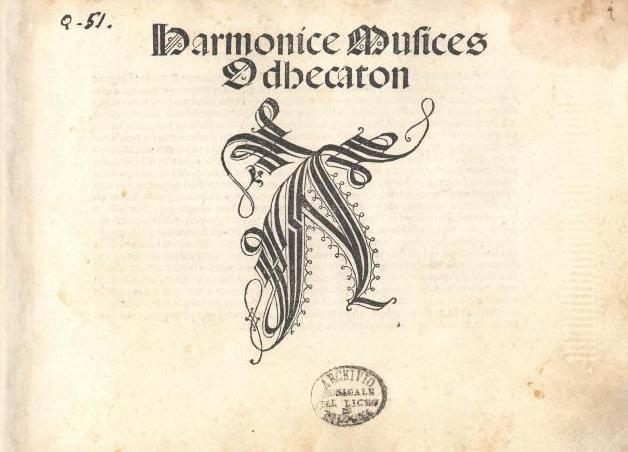
Frontispício de Harmonice Musices Odhecaton A (Fonte: Museo internazionale e Biblioteca della música di Bologna)

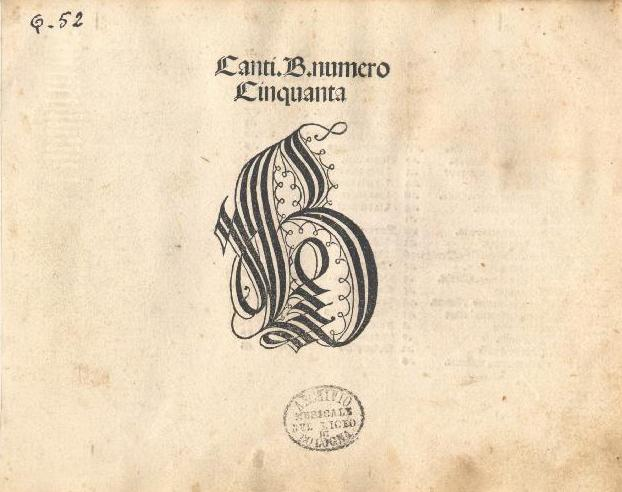
Frontispício de Canti B (Fonte: Museo internazionale e Biblioteca della música di Bologna)

Harmonice Musices Odhecaton ("Cem Odes Musicais Harmônicas"; do latim Harmonie Musices (=músicas harmônicas); e Odhecaton, portmanteau do latim ode (=ode) e do grego hekatón (=cem)) é o título de publicação do primeiro tomo de uma série de três coleções (Harmonice Musices Odhecaton A, Canti B e Canti C) de peças polifônicas seculares publicadas por Ottaviano Petrucci (1466-1539) em Veneza nos anos de 1501 (2ª edição, 1503; 3ª ed, 1504), 1502 (2ª ed, 1503) e 1504, respectivamente.
São ao todo 286 obras distribuídas nos três cantis, escritas em sua maioria a quatro vozes, a três, e outras poucas para cinco e seis. Grande parte delas está baseada em textos franceses, não obstante algumas apresentam o latim, italiano, holandês e ainda uma em espanhol ("Nunca fue pena" de Juan de Urrede).
As três coleções incluem obras de alguns dos compositores mais reconhecidos a época (ca. 1470-1500), como Agrícola, Bruhier, Brumel, Busnois, Compere, Isaac, Japart, de la Rue, Obrecht, Ockeghem, de Orto, des Prez, entre outras figuras e anônimos. Todas as peças são, em linhas gerais, pertencentes ao estilo da chanson da Escola franco-flamenga dos finais do século XV e a sua publicação por Petrucci revelam a popularidade que possuíam em toda a Europa.
Essas coleções são comumente consideradas como as primeiras impressões musicais a serem feitas através do modelo de tipos móveis desenvolvidos por Gutenberg (c. 1398-1468) cerca de um século antes. Embora não sejam efetivamente as precursoras deste gênero, esta atribuição se dá ao fato de que foram as primeiras obras a serem copiadas em série e larga escala, e que estabeleceram um novo mercado para esta nova forma de música impressa, onde logo surgiriam outras publicações que contribuíram para o grande aumento e disseminação do material musical no continente europeu durante o século XVI.

## Harmonie Musices Odhecaton A

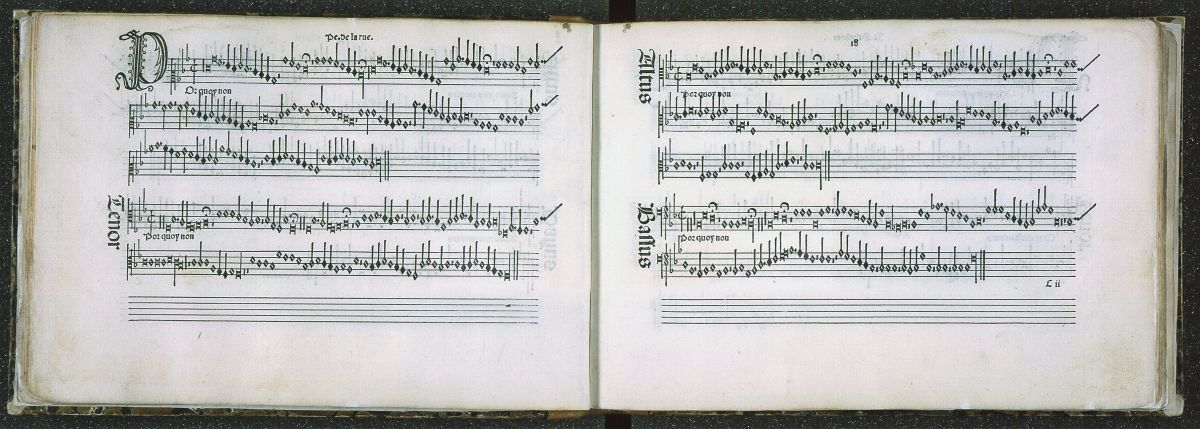
Exemplo da escrita para vozes adotado por Petrucci em Odhecaton. Seguindo-se da parte superior esquerda em sentido horário: voz do Superius (ou Cantus), Altus, Bassus e Tenor. (Por quoy non de Pierre de la Rue - Folio 18, Harmonice Musices Odhecaton A, Fonte: Museo internazionale e Biblioteca della música di Bologna).